# Flygolyckan med Busy Bee Congo 2019
Flygolyckan med Busy Bee Congo 2019 inträffade 24 november 2019 när en Dornier 228, tillverkad 1984, med Busy Bee Congo som operatör, havererade strax efter start från Goma flygplats, i Goma i östra Kongo-Kinshasa. Då flygplanet störtade i en tätbefolkad del av staden, dog alla 20 ombord och ytterligare 6 personer på marken. Det är den dödligaste olyckan med en Dornier 228 inblandad.[källa behövs] I januari 2025 hade fortfarande ingen slutrapport publicerats och olyckans orsak var alltjämt okänd.

## Bakgrund
I oktober 2018 havererade ett fraktflygplan på väg till Kinshasa, en timme efter take-off från Goma, i provinsen Sankuru. 8 av 17 passagerare och besättning dog i flygolyckan. Flygbolaget som ägde och drev de båda planen, Busy Bee Congo, grundades 2007 och använder Goma som bas för sina Dornier 228-plan. På grund av brist på medel, fattigdom, brist på säkerhet och en korrupt regering är flygsäkerheten bland kongolesiska flygbolag ökänt slapp, speciellt bland lokala lågprisflygbolag, med alla lokala kongolesiska flygbolag förbjudna inom EU.